# Accord du verbe avec le sujet en français
 (décembre 2011).
Cet article décrit les règles d'accord du verbe avec le sujet en français.

## Règles générales
En règle générale, le verbe s'accorde en genre et en nombre avec le nom du groupe nominal sujet :
- Les oranges sont mûres.
- L'artisan va sur le chantier.

Un article de l'encyclopédie est consacré à l'accord du participe passé en français.

### Accord du verbe avec un sujet introduit par un adverbe de quantité
Lorsque le groupe nominal sujet comporte un adverbe de quantité, le verbe se met au pluriel :
- Beaucoup d'animaux ont traversé la vallée.
- Peu de touristes ont visité la capitale cette année.
- Combien d'oiseaux ont élu domicile dans cette grange !

Lorsque l'adverbe de quantité a un sens partitif, le verbe se met au singulier :
- Peu de bois a été brûlé cet hiver.

### Accord du verbe avec un nom collectif suivi d'un complément au pluriel
Lorsque le groupe nominal sujet comporte un nom collectif suivi d'un complément au pluriel, le verbe se met soit au singulier, soit au pluriel, l'accord en nombre étant conditionné par le sens de la phrase.
Si l'on considère la collectivité comme formant essentiellement un ensemble, le verbe se met au singulier :
- Une foule de consommateurs s'est précipitée dans les magasins.
- Un attroupement de curieux occupe la place Bellecour.
- Une flopée de tracts a été distribuée.
- Un ensemble de meubles a été vendu hier.

Si l'on considère la collectivité en détail, dans sa pluralité d'êtres ou d'objets, le verbe se met au pluriel :
- Une foule de manifestants diront leurs revendications ce matin. (Chacun des manifestants le dira).

### Accord du verbe avec plusieurs sujets
Lorsqu'il y a plusieurs groupes nominaux sujets, le verbe se met au pluriel :
- L'homme et l'ours sont des omnivores.

Lorsque les deux groupes nominaux sujets sont réunis par les conjonctions de coordination comme, ou, ainsi que, avec, ni, le verbe se met soit au pluriel :
- Ni le chien ni le chat ne sont des ruminants.
- Laurel avec Hardy formaient un couple de comiques.

Si le premier groupe nominal sujet est suivi d'une virgule, le verbe se met au singulier :
- Le bleu cyan, comme le rouge magenta, est une couleur dite primaire